# ابن الليل (ألبوم)
ابن الليل هو ألبوم الإستديو الرابع للفرقة اللبنانية مشروع ليلى وتم إصداره يوم 28 نوفمبر 2015 بحفلٍ غنائي في لندن.

## خلفية
بعد أن أعلن فريق مشروع ليلي عن طرحهم لألبومهم الرابع ابن الليل، في لندن 28 نوفمبر 2015، تم تسريب أغنية الجن، وهي من أبرز أغاني الألبوم بعد أن تم سابقًا أيضًا تسريب أغنية مغاوير. وتتحدث هذه الأغنية عن حادثتي قتل منفصلتين وقعتا في ملهيين ليليين بلبنان، لقي فيهما شابان مصرعها بعد تبادل إطلاق نار، ليُكتشف لاحقاً أن القتيلين قضوا في ليلة عيد ميلادهما. واسم الأغنية يشير إلى التعبير اللبناني الذي يطلق على قوات الجيش، ويعني «الشجعان». وفي مراجعة للأغنية أبدى موقع نويزي إعجابه بالأغنية مضيفًا «ليس من المستغرب أن تناقش الفرقة مسألة السلاح في المجتمع اللبناني، انطلاقاً من حادثة في ملهى، فمفهوم حمل السلاح في لبنان أشمل، يغوص في مجتمع مقسّم لميليشيات يعتبر الانتماء إليها وما يصاحبه من ممارسات للعنف مسألة رجولة».
وفي 20 نوفمبر 2015، أطلق الفريق عبر قناته على اليوتيوب أغنية الجن لتكون ثاني أغنية معلن عنها من الألبوم بشكل فيديو «ليريكال».

## الاستقبال
مع طرح أول أغنية مسرّبة من الألبوم التي حملت عنوان «مغاوير»، إنتقد عدد من متابعي الفرقة عبر وسائل التواصل الاجتماعي استخدام الموسيقا الإلكترونية، حيث أعتبروا أن «روح مشروع ليلى الأصلية» قد فُقدت في زحمة هذا النوع من الموسيقا.

## الأغاني
جميع الأغاني من تأليف مشروع ليلى. 
| 1.  | "أيودي"      | 4:37 |
| 2.  | "3 دقائق"    | 4:20 |
| 3.  | "الجن"       | 3:16 |
| 4.  | "ايكاروس"    | 4:38 |
| 5.  | "مغاوير"     | 5:30 |
| 6.  | "كلام"       | 4:05 |
| 7.  | "طيف"        | 4:28 |
| 8.  | "فليكن"      | 4:43 |
| 9.  | "بنت الخندق" | 3:26 |
| 10. | "أصنام"      | 3:09 |
| 11. | "سعد السعود" | 1:55 |
| 12. | "أصحابي"     | 5:10 |
| 13. | "مريخ"       | 4:24 |